# Muntplein (Brussel)

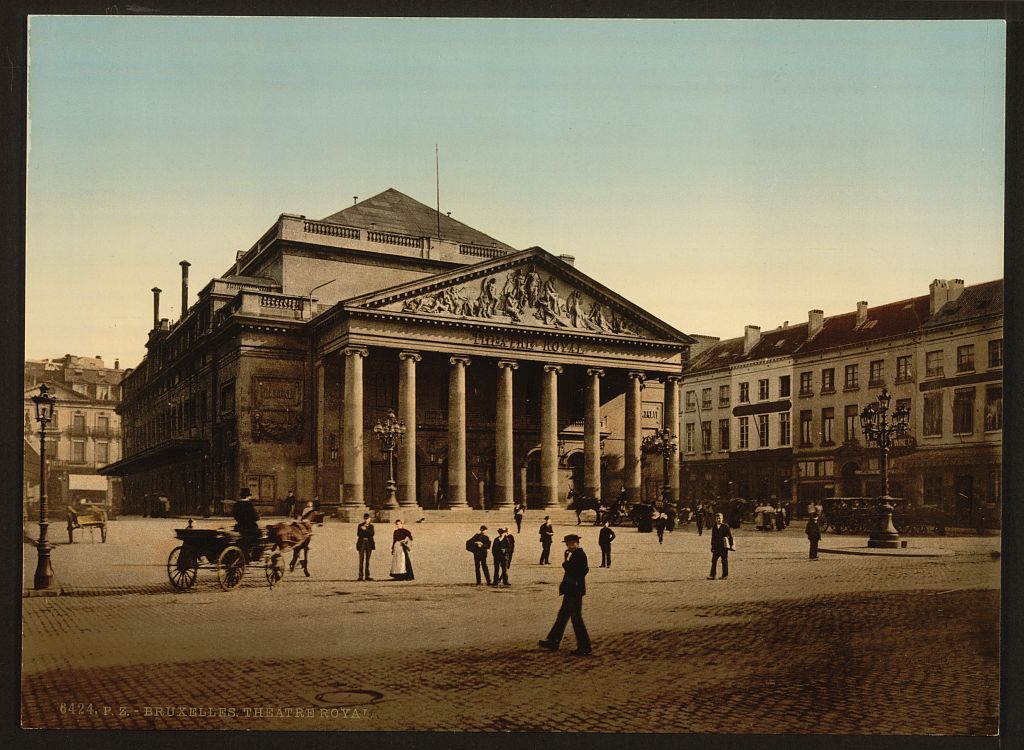
Muntplein, eind 19e eeuw

Het Muntplein (Frans: Place de la Monnaie) is een verkeersvrij plein in het centrum van de Belgische hoofdstad Brussel. Het dankt zijn naam aan het feit dat er zich van 1420 tot 1890 een muntslagerij bevond. Het belangrijkste gebouw aan het Muntplein is de aan de oostzijde gelegen Koninklijke Muntschouwburg. Op de plaats van het voormalige imposante 19e-eeuwse postgebouw aan de westzijde van het plein staat sinds eind jaren 60 het Muntcentrum. Dit deels ondergrondse winkelcentrum loopt door tot aan het naburige De Brouckèreplein en geeft tevens toegang tot het metrostation De Brouckère. Aan de noordzijde van het Muntplein mondt de Nieuwstraat uit, de bekendste Brusselse winkelstraat. In het westen komt de Anspachgalerij uit op het plein.

## Geschiedenis
De Beursschouwburg organiseerde van 1973 tot 1986 het Mallemuntfestival op het Muntplein.
Het plein werd tussen 2010 en 2012 opnieuw aangelegd naar een plan van architect Benoît Moritz. Hij haalde onder meer de betonnen bloembakken weg en verving de ventilatieroosters voor het hoogspanningsstation van Elia onder het plein door een kiosk met geïntegreerde schouw.

## Voetnoten
1. ↑  De maakbare stad: het Muntplein, bruzz.be, 29 juli 2022